# Smętek
Smętek (kaszub. Smãtk) – demoniczny diabeł złośliwie trapiący ludzi, występujący w ludowych legendach i pieśniach kaszubskich i mazurskich. Najprawdopodobniej pozostałość po kulcie jakiegoś bóstwa lub demona z czasów przedchrześcijańskich.

## Smętek w literaturze
W wielu utworach kaszubskich (i nie tylko) Smętek przedstawiany jest w różny sposób. Zazwyczaj wsadza ludzi do piekła. Aleksander Majkowski w Życiu i przygodach Remusa opisuje go jako sprawcę wszelkiego nieszczęścia Kaszubów i demonicznego wysłannika piekieł, który pod postacią adwokata Czernika współpracuje z zaborcą pruskim, by ciemiężyć Kaszubów; jest on ukazany jako tożsamy z perskim Arymanem. Podobną postać Smętka można znaleźć w Wietrze od morza Stefana Żeromskiego. Zupełnie inaczej postać tę kreuje Bernard Sychta w swoim dramacie Śpiące Wojsko, gdzie Smętek jest ucieleśnieniem ducha Kaszub – personifikacją smutku i cierpienia Kaszubów. Całkowitej rehabilitacji Smętka dokonał w swoim utworze Sąd nieostateczny Lech Bądkowski, przedstawiając go jako jedynego "ludzkiego" bohatera dramatu – w utworze tym Smętek jest postacią rozbitą pomiędzy swoim diabelskim pochodzeniem a wstrętem do czynienia zła; uczyniony głównym bohaterem dramatu Smętek okazuje się w oczach czytelnika być jedyną postacią zdolną do czynienia dobra. 
W reportażu Melchiora Wańkowicza Na tropach Smętka (1935-36), który jest zapisem z podróży pisarza po  Prusach Wschodnich, postać Smętka występuje zarówno jako postać z ludowych wierzeń Mazurów i Warmiaków, jak i symbol ich germanizacji. Autor nawiązuje w ten sposób do wspomnianej powieści Żeromskiego.